# ジャワハルラール・ネルー・スタジアム (コーチ)
ジャワハルラール・ネルー・インターナショナル・スタジアム（Jawaharlal Nehru International Stadium、マラヤーラム語: ജവഹര്‍ലാല്‍ നെഹ്‌റു ഇന്റര്‍നാഷണല്‍ സ്റ്റേഡിയം）はインドケーララ州のコーチにある競技場。地方名ではカロール・インターナショナル・スタジアム（マラヤーラム語: കലൂര്‍ ഇന്റര്‍നാഷണല്‍ സ്റ്റേഡിയം)）とも呼ばれている。

## 概要
スタジアム名のジャワハルラール・ネルーは、インドの初代首相である。同スタジアムは1996年に落成。主にサッカーやクリケットの試合で使われている。ISLのケーララ・ブラスターズの本拠地としても使われている。2017 FIFA U-17ワールドカップの試合会場にも内定している。